# Edward Fierich
Edward Fierich (ur. 12 sierpnia 1817 w Samborze, zm. 13 listopada 1896 w Krakowie) – prawnik polski, profesor i rektor Uniwersytetu Jagiellońskiego.

## Życiorys

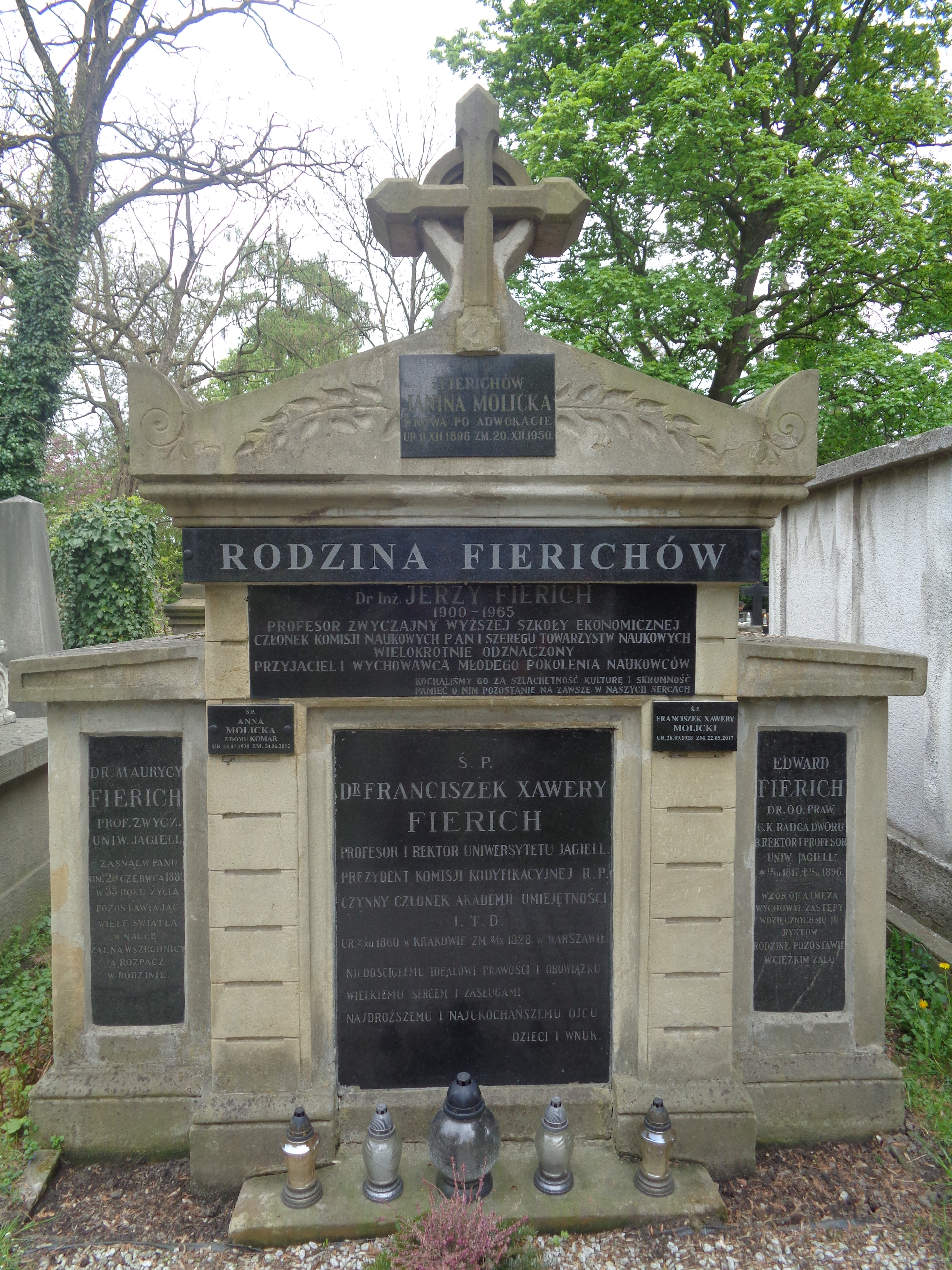
Grób Edwarda Fiericha na cmentarzu Rakowickim

Był synem Traugotta zarządcy dóbr kameralnych w Samborze i Anny Pauliny z Münnichów (1786 – 6 VIII 1851), kształcił się we Lwowie; w 1839 ukończył studia na Wydziale Prawa Uniwersytetu Lwowskiego. W latach 1839–1846 praktykował we lwowskiej Prokuratorii Skarbu. W 1845 obronił na Uniwersytecie Lwowskim doktorat z prawa. Pracował w administracji państwowej. W 1850 uzyskał nominację na profesora zwyczajnego UJ. Prowadził wykłady z postępowania cywilnego i prawa administracyjnego austriackiego, a dodatkowo także z prawa handlowego i wekslowego. Czterokrotnie pełnił funkcję dziekana Wydziału Prawa (1852–1859, 1866/1867, 1876/1877 i 1885/1886), a w roku akademickim 1872/1873 był rektorem. Od 1873 członek Komisji Prawniczej Akademii Umiejętności. W 1854 został odznaczony Orderem Franciszka Józefa. W 1888 uzyskał szlachectwo II stopnia, z tytułem "Ritter". W 1890 przeszedł na emeryturę.
Miał opinię dobrego wykładowcy, cieszył się popularnością zarówno wśród nauczycieli akademickich, jak i studentów. Ogłosił kilka prac naukowych, m.in. O ważności zobowiązania wekslowego z podpisem przez pełnomocnika położonym (1863), Powszechny kodeks handlowy wraz z ustawą, wprowadzającą go w życie i wszelkimi postanowieniami doń się odnoszącymi, bądź uzupełniającymi, bądź objaśniającymi (1869).
Z małżeństwa z Ksawerą Kołodziejską miał dwóch synów, przyszłych profesorów prawa UJ – Franciszka i przedwcześnie zmarłego Maurycego (1856-1889). Pochowany został w grobowcu rodzinnym na cmentarzu Rakowickim (kwatera Ab zach.)